# Дэниелс, Джек (тренер)
Джек Таппер Дэниелс (род. 26 апреля 1933 года) — профессор физкультуры в университете A.T. Still University и тренер спортсменов-олимпийцев по легкой атлетике. Призёр Олимпийских игр в Мельбурне (1956) и Риме (1960) по современному пятиборью в командном зачёте. По версии журнала Runner’s World назван «Лучшим тренером в мире».
Автор книг о спорте.

## Методология
В процессе тренировок, Дэниелс предлагает разделять производительность на шесть компонентов. Он утверждает, что каждый из этих компонентов требует определённой интенсивности и, по сути, своего плана, тренировки.
1. Сердечно-сосудистая система, в частности способность организма транспортировать кислород.
2. Способность мышц бегуна использовать кислород.
3. Порог лактата — способность утилизировать молочную кислоту в крови.
4. МПК.
5. Скорость, в частности каденс.
6. Экономичность бега — эффективность движений бегуна.

## VDOT
В 1970-х годах Дэниелс и его коллега Джимми Гилберт изучили результаты и известные значения МПК элитных бегунов на средние и дальние дистанции. Несмотря на то, что лабораторные значения МПК этих бегунов были разными, но аэробные профили были эквивалентны. Дэниелс обозначил эти «псевдо МПК» или «эффективные МПК» как VDOT. По словам Дэниелса, VDOT-это укороченная форма VO2max, более корректно называемая как «V-dot-O2max».
Бегун может определить своё значение VDOT по результату на недавнем соревновании, и использовать это значение в качестве «эквивалентной производительности» на другой дистанции. Учитывая, что бегуны с одинаковыми значениями МПК могут иметь различия в экономичности бега, биомеханике и умственной выносливости, Дэниелс приходит к выводу, что VDOT является, благодаря этому целостному взгляду, лучшим значением для оценки пригодности и составления тренировочных планов.

## Воспитанники
- Холл, Райан[7] — рекордсмен США в полумарафоне (59.43)
- Райан, Джим[8][уточнить] — серебряный призёр Олимпийских игр (1968) на 1500м
- Бенуа, Джоан[8][уточнить] — чемпионка Олимпийских игр (1984) в марафоне
- Леви-Булет, Магдалена — участница марафона на Олимпийских играх (2008)